# CTI BioPharma
CTI BioPharma ist ein US-amerikanisches, biotechnologisches Pharmaunternehmen, das 1992 als CTI gegründet wurde und seit 1997 an der amerikanischen Technologiebörse NASDAQ unter dem Kennzeichen CTIC gelistet ist. Seinen Hauptsitz hat in CTI BioPharma Seattle, Washington. Das Unternehmen ist spezialisiert auf die Akquisition, Entwicklung und Vermarktung von neuen zielgerichteten Therapien, in erster Linie in der Hämatologie.

## Medikamente
CTI BioPharma hat folgende Medikamente im Markt:
- Pixantron (Handelsname in der EU: Pixuvri; in den USA nicht zugelassen)[7] zur Behandlung von erwachsenen Patienten mit bestimmten Formen des Non-Hodkin-B-Zell-Lymphoms.[8] Pixuvri wird in allen Märkten außerhalb der USA von Servier vermarktet.[9]
- Pacritinib (Handelsname in den USA: Vonjo; bisher nur dort zugelassen)[10], ein Janus Kinase Inhibitor zur Therapie der Myelofibrose und Thrombozytopenie.

Folgende Substanzen befinden sich in der (weiteren) klinischen Entwicklung:
- Pixantron in einer anderen Form des NHL.[12][13]
- Tosedostat, ein selektiver, oraler Inhibitor der Aminopeptidasen in rezidivierenden / refraktären AML / MDS.

## Kooperationen
CTI BioPharma richtet sich strategisch stark auf Kooperationen aus.
- Seit 2014 kooperiert CTI BioPharma mit dem französischen Pharmaunternehmen Servier zur Vermarktung von Pixuvri in Europa.[15]
- Im Juni 2017 erhielt CTI BioPharma von dem israelischen Pharmaunternehmen Teva ein milestone payment in Höhe von 10 Mio. $ aufgrund der Erreichung von Meilensteinen in den Verkaufszahlen von Trisenox (Arsen(III)-oxid), einem Medikament, das CTI BioPharma seinerzeit an das – zwischenzeitlich von Teva gekaufte – Pharmaunternehmen Cephalon verkauft hat.[16] Trisenox hat in Europa den Status eines Orphan-Arzneimittels und wird zur Behandlung der akuten Promyelozytenleukämie (APL), einer Unterform der akuten myeloischen Leukämie, eingesetzt.[17] Weitere 10 Mio. $ als milestone payment erwartete CTI BioPharma von Teva für Trisenox im Februar 2018.[18]